# Gentianella
Gentianella, biljni rod iz porodice sirištarki čijih je tristotijak vrsta rašireno po svim kontinentima osim Afrike.
U Hrvatskoj postoji nekoliko vrsta: četverosrha vladisavka (G. germanica), kudrava vladisavka (G. crispata), trepavasta vladisavka (G. ciliata),  G. nana i G. anisodonta.

## Vrste
1. Gentianella × aerimontana S.E.Fröhner
2. Gentianella albanica (Jáv.) Holub
3. Gentianella albidocoerulea (Gilg) T.N.Ho & S.W.Liu
4. Gentianella alborosea (Gilg) Fabris
5. Gentianella alborubra Fabris
6. Gentianella amabilis (Petrie) Glenny
7. Gentianella amarella (L.) Börner
8. Gentianella andreae-mathewsii (Briq.) Zarucchi
9. Gentianella androsacea J.S.Pringle
10. Gentianella angustiflora Harry Sm.
11. Gentianella angustifolia Glenny
12. Gentianella anisodonta (Borbás) Á.Löve & D.Löve
13. Gentianella annaverae (Pînzaru) Pînzaru
14. Gentianella anomala (C.Marquand) T.N.Ho
15. Gentianella antarctica (Kirk) T.N.Ho & S.W.Liu
16. Gentianella antipoda (Kirk) T.N.Ho & S.W.Liu
17. Gentianella arenaria (Maxim.) T.N.Ho
18. Gentianella arenarioides (Gilg) J.S.Pringle
19. Gentianella armerioides (Griseb.) J.S.Pringle
20. Gentianella aspera (Hegetschw.) Dostál ex Skalický, Chrtek & Gill
21. Gentianella astonii (Petrie) T.N.Ho & S.W.Liu
22. Gentianella asyneumoides Riedl
23. Gentianella atrata (Bunge ex Griseb.) Holub
24. Gentianella atroviolacea (Gilg) Fabris ex T.N.Ho & S.W.Liu
25. Gentianella aurea (L.) Harry Sm.
26. Gentianella auriculata (Pall.) J.M.Gillett
27. Gentianella austriaca (A.Kern. & Jos.Kern.) Holub
28. Gentianella × austroamarella Moravec & Vollrath
29. Gentianella azurea (Bunge) Holub
30. Gentianella bangii (Gilg) Fabris ex T.N.Ho & S.W.Liu
31. Gentianella barringtonensis (L.G.Adams) Glenny
32. Gentianella bawbawensis (L.G.Adams) Glenny
33. Gentianella bellatula (Gilg) T.N.Ho & S.W.Liu
34. Gentianella bellidifolia (Hook.f.) Holub
35. Gentianella benedictae (Gilg) Fabris
36. Gentianella bicolor (Wedd.) Fabris ex J.S.Pringle
37. Gentianella biebersteinii (Bunge) Holub
38. Gentianella bockii (Gilg) T.N.Ho & S.W.Liu
39. Gentianella bohemica Skalický
40. Gentianella boliviana (Pax) J.S.Pringle
41. Gentianella brandtiana (Gilg) Fabris
42. Gentianella brevisepala (L.G.Adams) Glenny
43. Gentianella bridgesii (Gilg) Fabris ex T.N.Ho & S.W.Liu
44. Gentianella briquetiana (Gilg) T.N.Ho & S.W.Liu
45. Gentianella bromifolia (Griseb.) T.N.Ho & S.W.Liu
46. Gentianella brunneotincta (Gilg) J.S.Pringle
47. Gentianella bulgarica (Velen.) Holub
48. Gentianella burkillii Karthik. & V.S.Kumar
49. Gentianella bussmannii J.S.Pringle
50. Gentianella cabrerae (Fabris) Fabris
51. Gentianella calanchoides (Gilg) Fabris
52. Gentianella calcarea (Gilg) J.S.Pringle
53. Gentianella calcis Glenny & Molloy
54. Gentianella calycidon G.L.Nesom
55. Gentianella campanuliformis (Reimers) Fabris
56. Gentianella campestris (L.) Börner
57. Gentianella canoi S.J.Castillo & J.S.Pringle
58. Gentianella canosoi G.L.Nesom & B.L.Turner
59. Gentianella carneorubra (Gilg) Fabris ex J.S.Pringle
60. Gentianella caucasea (Lodd. ex Sims) Holub
61. Gentianella centamalensis (Gilg) Zarucchi
62. Gentianella cerastioides (Kunth) Fabris
63. Gentianella cerina (Hook.f.) T.N.Ho & S.W.Liu
64. Gentianella cernua (Kunth) Fabris
65. Gentianella cerrateae Fabris
66. Gentianella chamuchui (Reimers) Fabris
67. Gentianella chathamica (Cheeseman) T.N.Ho & S.W.Liu
68. Gentianella chlorantha J.S.Pringle
69. Gentianella chrysantha (Gilg) T.N.Ho & S.W.Liu
70. Gentianella chrysosphaera (Gilg) Zarucchi
71. Gentianella chrysotaenia (Gilg) Zarucchi
72. Gentianella claytonioides (Gilg) T.N.Ho & S.W.Liu
73. Gentianella clelandii (L.G.Adams) Glenny
74. Gentianella coccinea (D.Don ex G.Don) Zarucchi
75. Gentianella columnae (Ten.) Holub
76. Gentianella concinna (Hook.f.) T.N.Ho & S.W.Liu
77. Gentianella coquimbensis (Briq.) Martic. & Quezada
78. Gentianella corallina (Gilg) Zarucchi
79. Gentianella corymbifera (Kirk) Holub
80. Gentianella corymbosa (Kunth) Weaver & Rüdenberg
81. Gentianella cosmantha (Griseb.) J.S.Pringle
82. Gentianella crassicaulis J.S.Pringle
83. Gentianella crassulifolia (Griseb.) Fabris
84. Gentianella crispata (Vis.) Holub
85. Gentianella crossolaema (Wedd.) Zarucchi
86. Gentianella cunninghamii (L.G.Adams) Glenny
87. Gentianella cuspidata (Griseb.) J.S.Pringle
88. Gentianella dacrydioides (Gilg) Weaver & Rüdenberg
89. Gentianella dasythamna (Gilg) T.N.Ho & S.W.Liu
90. Gentianella decemnectaria J.S.Pringle
91. Gentianella decumbens Glenny
92. Gentianella demissa (L.G.Adams) Glenny
93. Gentianella dianthoides (Kunth) Fabris ex J.S.Pringle
94. Gentianella dielsiana (Gilg) J.S.Pringle
95. Gentianella diemensis (Griseb.) J.H.Willis
96. Gentianella dilatata (Griseb.) Fabris
97. Gentianella dissitifolia (Griseb.) Zarucchi
98. Gentianella divisa (Kirk) Glenny
99. Gentianella dolichopoda (Gilg) J.S.Pringle
100. Gentianella dombeyana (Wedd.) Zarucchi
101. Gentianella eichleri (L.G.Adams) Glenny
102. Gentianella empetroides J.S.Pringle
103. Gentianella engadinensis (Wettst.) Holub
104. Gentianella ericoides (Griseb.) Fabris
105. Gentianella ericothamna (Gilg) Zarucchi
106. Gentianella ernestii (Briq.) Fabris ex J.S.Pringle
107. Gentianella erythrochrysea (Gilg) Fabris
108. Gentianella euphorbiifolia Fabris
109. Gentianella eurysepala (Gilg) Zarucchi
110. Gentianella fabrisii Filippa & Barboza
111. Gentianella fastigiata Fabris
112. Gentianella fiebrigii (Gilg) Holub
113. Gentianella filipes (Cheeseman) T.N.Ho & S.W.Liu
114. Gentianella fimbrilinguis G.L.Nesom
115. Gentianella flaviflora (Griseb.) Fabris
116. Gentianella florida (Griseb.) Holub
117. Gentianella foliosa (Kunth) Fabris
118. Gentianella formosissima (D.Don ex G.Don) Fabris ex J.S.Pringle
119. Gentianella fruticulosa (Dombey ex Wedd.) Fabris ex J.S.Pringle
120. Gentianella fuscicaulis Fabris
121. Gentianella gageoides (Gilg) Fabris
122. Gentianella galtonioides J.S.Pringle
123. Gentianella gentianoides (Franch.) Harry Sm.
124. Gentianella germanica (Willd.) Börner
125. Gentianella gibbsii (Petrie) T.N.Ho & S.W.Liu
126. Gentianella gilgiana (Reimers) Fabris ex J.S.Pringle
127. Gentianella gilioides (Gilg) Fabris
128. Gentianella glenniae J.S.Pringle
129. Gentianella glossocarpa G.L.Nesom
130. Gentianella gracilis (Raf.) Fabris
131. Gentianella graminea (Kunth) Fabris
132. Gentianella grantii J.S.Pringle
133. Gentianella griersonii E.Aitken & D.G.Long
134. Gentianella grisebachii (Hook.f.) T.N.Ho
135. Gentianella gunniana (L.G.Adams) Glenny
136. Gentianella helianthemoides (Gilg) Fabris
137. Gentianella herrerae (Reimers) Zarucchi
138. Gentianella heterosepala (Engelm.) Holub
139. Gentianella hieronymi (Gilg) Fabris
140. Gentianella hirculus (Griseb.) Fabris
141. Gentianella holosteoides Schott & Kotschy ex N.M.Pritch.
142. Gentianella huancaveliquensis Fabris
143. Gentianella hypericoides (Gilg) Fabris
144. Gentianella hyssopifolia (Kunth) Fabris
145. Gentianella iberidea J.S.Pringle
146. Gentianella imberbis (Griseb.) Filippa & Barboza
147. Gentianella impressinervia Glenny
148. Gentianella inaequicalyx (Gilg) Fabris ex J.S.Pringle
149. Gentianella incurva (Hook.) Fabris
150. Gentianella insubrica (Kunz) Holub
151. Gentianella jamesonii (Hook.) Fabris
152. Gentianella junussovii (Pachom. & Tajdshan.) Czerep.
153. Gentianella kuntzei (Gilg) T.N.Ho & S.W.Liu
154. Gentianella kurtzii (Gilg) Fabris
155. Gentianella kusnezowii (Gilg) T.N.Ho & S.W.Liu
156. Gentianella larecajensis (Gilg) T.N.Ho & S.W.Liu
157. Gentianella liburnica E.Mayer & Kunz
158. Gentianella lilacina (Gilg) Zarucchi
159. Gentianella lilacinoflavescens (Gilg) T.N.Ho & S.W.Liu
160. Gentianella lilliputiana (C.J.Webb) Glenny
161. Gentianella limoselloides (Kunth) Fabris
162. Gentianella lineata (Kirk) T.N.Ho & S.W.Liu
163. Gentianella liniflora (Kunth) Fabris ex J.S.Pringle
164. Gentianella lipskyi (Kusn.) Holub
165. Gentianella lobelioides (Gilg) Zarucchi
166. Gentianella longibarbata (Gilg) Fabris
167. Gentianella longipes J.S.Pringle
168. Gentianella longisepala M.Zárate
169. Gentianella lowndesii Harry Sm.
170. Gentianella luridoviolacea (Gilg) J.S.Pringle
171. Gentianella luteoalba Glenny
172. Gentianella luteomarginata (Reimers) Fabris
173. Gentianella lutescens (Velen.) Holub
174. Gentianella lythroides (Gilg) T.N.Ho & S.W.Liu
175. Gentianella × macrocalyx (Celak.) B.Bock
176. Gentianella macrorrhiza (Gilg) Fabris ex T.N.Ho & S.W.Liu
177. Gentianella maddenii (C.B.Clarke) Airy Shaw
178. Gentianella magellanica (Gaudich.) Fabris
179. Gentianella magnifica (Kirk) Glenny
180. Gentianella meyeniana (Griseb.) Fabris
181. Gentianella microcalyx (Lemmon) J.M.Gillett
182. Gentianella minutissima (Boiss.) Holub
183. Gentianella montana (G.Forst.) Holub
184. Gentianella moorcroftiana (Wall. ex Griseb.) Airy Shaw
185. Gentianella muelleriana (L.G.Adams) Glenny
186. Gentianella multicaulis (Gillies ex Griseb.) Fabris
187. Gentianella multiflora (Griseb.) Fabris
188. Gentianella muscoides (Gilg) J.S.Pringle
189. Gentianella myriantha (Gilg) Holub
190. Gentianella narcissoides (Gilg) T.N.Ho & S.W.Liu
191. Gentianella neomandonii (R.C.Foster) T.N.Ho & S.W.Liu
192. Gentianella nephostelium J.S.Pringle
193. Gentianella nevadensis (Gilg) Weaver & Rüdenberg
194. Gentianella nitida (Griseb.) Fabris
195. Gentianella nummulariifolia (Griseb.) Fabris
196. Gentianella oellgaardii J.S.Pringle
197. Gentianella oranensis (Fabris) Filippa & Barboza
198. Gentianella oreosilene (Gilg) J.S.Pringle
199. Gentianella ottonis (Phil.) Muñoz
200. Gentianella palcana (Gilg) T.N.Ho & S.W.Liu
201. Gentianella pallide-lilacina (Gilg) T.N.Ho & S.W.Liu
202. Gentianella paludicola (Gilg) J.S.Pringle
203. Gentianella × pamplinii (Druce) E.F.Warb.
204. Gentianella parviflora (Griseb.) T.N.Ho
205. Gentianella patula (Kirk) Holub
206. Gentianella pavonii (Griseb.) Fabris
207. Gentianella pernettyoides (Reimers) Fabris
208. Gentianella persquarrosa (Reimers) J.S.Pringle
209. Gentianella peruviana (Griseb.) Fabris
210. Gentianella petrophila (Gilg) Zarucchi
211. Gentianella pevalekii Bjelcic & E Mayer
212. Gentianella pharos J.S.Pringle
213. Gentianella pilgeriana (Gilg) T.N.Ho & S.W.Liu
214. Gentianella pilosa (Wettst.) Holub
215. Gentianella pleurogynoides (Griseb.) Glenny
216. Gentianella pluvialis J.S.Pringle
217. Gentianella poculifera (Gilg) Zarucchi
218. Gentianella polyantha J.S.Pringle
219. Gentianella polysperes (L.G.Adams) Glenny
220. Gentianella poretzkyi Tzvelev
221. Gentianella porphyrantha (Gilg) Zarucchi
222. Gentianella potamophila (Gilg) Zarucchi
223. Gentianella primuloides (Gilg) J.S.Pringle
224. Gentianella profusa J.S.Pringle
225. Gentianella promethea (Juz.) Holub
226. Gentianella propinqua (Richardson) J.M.Gillett
227. Gentianella pseudazurea (Grubov) Holub
228. Gentianella pseudocrassula (Gilg) Fabris
229. Gentianella pseudolycopodium (Gilg) J.S.Pringle
230. Gentianella pulla (Griseb.) T.N.Ho & S.W.Liu
231. Gentianella punensis (Fabris) Fabris
232. Gentianella punicea (Wedd.) Holub
233. Gentianella pygmaea (Regel & Schmalh.) Harry Sm. ex S.Nilsson
234. Gentianella pyrostelium J.S.Pringle
235. Gentianella quechuana M.Zárate
236. Gentianella quinquefolia (L.) Small
237. Gentianella quipuscoana J.S.Pringle
238. Gentianella radicata (Griseb.) J.S.Pringle
239. Gentianella raimondiana (Wedd.) J.S.Pringle
240. Gentianella ramosa (Hegetschw.) Holub
241. Gentianella rapunculoides (Willd. ex Schult.) J.S.Pringle
242. Gentianella rhaetica (A.Kern. & Jos.Kern.) Á.Löve & D.Löve
243. Gentianella rima (D.Don) Fabris
244. Gentianella riojae (Gilg) Fabris ex J.S.Pringle
245. Gentianella roseolilacina (Gilg) J.S.Pringle
246. Gentianella rugicalyx J.S.Pringle
247. Gentianella ruizii (Griseb.) Holub
248. Gentianella rupicola (Kunth) Holub
249. Gentianella sagasteguii J.S.Pringle
250. Gentianella sanchezii J.S.Pringle
251. Gentianella sancti-mathaeii (R.C.Foster) T.N.Ho & S.W.Liu
252. Gentianella sanctorum (Gilg) J.S.Pringle
253. Gentianella sandiana (Gillett) G.L.Nesom
254. Gentianella sandiensis (Gilg) J.S.Pringle
255. Gentianella saxicola (Griseb.) J.S.Pringle
256. Gentianella saxifragoides (Kunth) Fabris
257. Gentianella saxosa (G.Forst.) Holub
258. Gentianella scarlatiflora (Gilg) J.S.Pringle
259. Gentianella scarlatina (Gilg) J.S.Pringle
260. Gentianella scarlatinostriata (Gilg) Zarucchi
261. Gentianella scopulorum (Wedd.) Fabris ex T.N.Ho & S.W.Liu
262. Gentianella selaginifolia (Griseb.) Fabris
263. Gentianella serotina (Cockayne) T.N.Ho & S.W.Liu
264. Gentianella setipes (Gilg) J.S.Pringle
265. Gentianella sibirica (Kusn.) Holub
266. Gentianella silenoides (Gilg) Fabris
267. Gentianella smithii J.S.Pringle
268. Gentianella soratensis (Gilg) T.N.Ho & S.W.Liu
269. Gentianella speciosissima (Gilg) Zarucchi
270. Gentianella spenceri (Kirk) T.N.Ho & S.W.Liu
271. Gentianella splendens (Gilg) Fabris
272. Gentianella stellata Glenny
273. Gentianella stenosepala (Gilg) T.N.Ho & S.W.Liu
274. Gentianella sugawarae (H.Hara) Satake
275. Gentianella sulphurea (Gilg) Fabris
276. Gentianella sylvicola (L.G.Adams) Glenny
277. Gentianella takedai (Kitag.) Satake
278. Gentianella tarahumarae G.L.Nesom
279. Gentianella tarapacana (Gilg) T.N.Ho & S.W.Liu
280. Gentianella tenuifolia (Petrie) T.N.Ho & S.W.Liu
281. Gentianella thiosphaera (Gilg) Holub
282. Gentianella thyrsoidea (Hook.) Fabris
283. Gentianella tischkovii (Grubov) Holub
284. Gentianella tortuosa (M.E.Jones) J.M.Gillett
285. Gentianella totorensis (Gilg) J.S.Pringle
286. Gentianella tovariana Fabris
287. Gentianella transalaica (Pachom. & Tajdshan.) Czerep.
288. Gentianella tristicha (Gilg) J.S.Pringle
289. Gentianella tubulosa (Gilg) Fabris
290. Gentianella tumailica M.Shabir, Agnihotri, J.K.Tiwari & T.Husain
291. Gentianella turkestanorum (Gand.) Holub
292. Gentianella uberula J.S.Pringle
293. Gentianella umbellata (M.Bieb.) Holub
294. Gentianella undulatisepala J.S.Pringle
295. Gentianella vaginalis (Griseb.) J.S.Pringle
296. Gentianella vargasii Fabris
297. Gentianella vernicosa (Cheeseman) T.N.Ho & S.W.Liu
298. Gentianella violacea (G.Don ex D.Don) Fabris
299. Gentianella viridiflora Pfanzelt & Sylvester
300. Gentianella waygecha J.S.Pringle & J.R.Grant
301. Gentianella weberbaueri (Gilg) Fabris
302. Gentianella weigendii J.S.Pringle
303. Gentianella wislizeni (Engelm.) J.M.Gillett
304. Gentianella wrightii (A.Gray) Holub
305. Gentianella yanachagensis J.S.Pringle
306. Gentianella zaratei J.S.Pringle